# Хоккайдо Консадоле Саппоро
«Хоккайдо Консадоле Саппоро» (яп. 北海道コンサドーレ札幌 Хоккайдо Консадо:рэ Саппоро, англ. Hokkaido Consadole Sapporo) — японский футбольный клуб из города Саппоро, губернаторство Хоккайдо.

## История
Клуб был основан в 1935 году как футбольная секция компании Toshiba и первоначально базировался в городе Кавасаки. В 1981 году разделил победу в Кубке японской лиги (Japan Soccer League Cup) с «Урава Ред Даймондс».
В 1996 году клуб был продан консорциуму компаний из города Саппоро и в 1998 году под именем «Консадоле Саппоро» вошёл в профессиональную футбольную Джей-лигу.
Клуб с переменным успехом выступает в Джей-лиге, то поднимаясь в Первый дивизион, то вылетая во Второй. После победы во Втором дивизионе в сезоне 2007 года, в 2008 году клуб занял последнее место в Первом дивизионе и вылетел обратно во Второй.
В 2016 году клуб был переименован в «Хоккайдо Консадоле Саппоро».